# Roodschouderrupsvogel
De roodschouderrupsvogel (Campephaga phoenicea) is een rupsvogel uit het geslacht Campephaga die voorkomt in een groot gebied van westelijk Afrika tot oostelijk Afrika.

## Kenmerken
De roodschouderrupsvogel is 20 cm groot. Het mannetje is glanzend zwart met een rode (soms gele) vlek op de schouder. Het vrouwtje is bruin van boven met een gestreepte stuit en geel op de vleugel. Haar borst en buik zijn gebandeerd.

## Verspreiding en leefgebied
De vogel komt voor van Gambia en Senegal tot Sierra Leone en oostwaarts tot Eritrea, Ethiopië en Kenia. Het is een vogel die nergens talrijk is maar wijdverspreid voorkomt in gebieden met bos, bij voorkeur met grote bomen (laagland tropisch regenbos) of in savannegebieden met struikgewas.

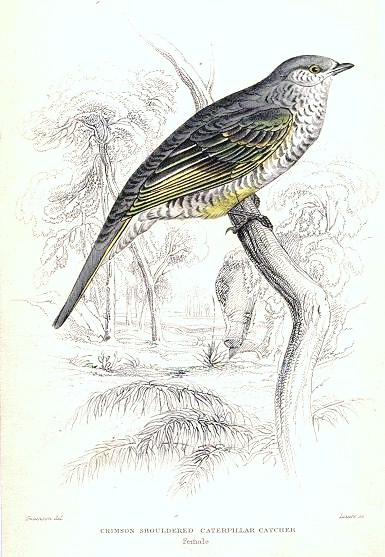
Vrouwtje

## Status
De grootte van de populatie is niet gekwantificeerd, maar er is geen aanleiding te veronderstellen dat de soort bedreigd wordt in zijn voortbestaan; daarom staat de roodschouderrupsvogel als niet bedreigd op de Rode Lijst van de IUCN.